# Premi Emmy 1987
La cerimonia della 39ª edizione dei Primetime Emmy Awards (39th Primetime Emmy Awards) si è tenuta al Pasadena Civic Auditorium di Pasadena (California) il 20 settembre 1987. 
La cerimonia fu presentata da Bruce Willis e fu trasmessa dalla Fox. 
I Creative Arts Emmy Awards furono consegnati il 12 settembre. 

## Primetime Emmy Awards
Per le candidature, furono presi in considerazione i programmi trasmessi tra il 1º luglio 1986 e il 30 giugno 1987.

### Migliore serie televisiva drammatica
- Avvocati a Los Angeles (L.A. Law)
- A cuore aperto (St. Elsewhere)
- Moonlighting
- New York New York (Cagney & Lacey)
- La signora in giallo (Murder, She Wrote)

### Migliore serie televisiva comica o commedia
- Cuori senza età (The Golden Girls)
- Casa Keaton (Family Ties)
- Cin-cin (Cheers)
- Giudice di notte (Night Court)
- I Robinson (The Cosby Show)

### Migliore miniserie televisiva
- Un anno nella vita (A Year in the Life)
- Anastasia - L'ultima dei Romanov (Anastasia: The Mystery of Anna)
- Le due signore Grenville (The Two Mrs. Grenvilles)
- Out on a Limb
- Quarto comandamento (Nutcracker: Money, Madness & Murder)

### Miglior speciale drammatico o commedia
- La promessa (Promise)
- Cause innaturali[2] (Unnatural Causes)
- Fuga da Sobibor (Escape from Sobibor)
- Lyndon B. Johnson - I primi anni (LBJ: The Early Years)
- Tessuto di menzogne (Pack of Lies)

### Migliore attore in una serie drammatica
- Bruce Willis – Moonlighting
- Corbin Bernsen – Avvocati a Los Angeles
- William Daniels – A cuore aperto
- Ed Flanders – A cuore aperto
- Edward Woodward – Un giustiziere a New York (The Equalizer)

### Migliore attore in una serie comica o commedia
- Michael J. Fox – Casa Keaton
- Harry Anderson – Giudice di notte
- Ted Danson – Cin-cin
- Bob Newhart – Bravo Dick (Newhart)
- Bronson Pinchot – Balki e Larry - Due perfetti americani (Perfect Strangers)

### Migliore attore in una miniserie o film per la televisione
- James Woods – La promessa
- Alan Arkin – Fuga da Sobibor
- James Garner – La promessa
- Louis Gossett Jr. – Tutti colpevoli (A Gathering of Old Men)
- Randy Quaid – Lyndon B. Johnson - I primi anni (LBJ: The Early Years)

### Migliore attrice in una serie drammatica
- Sharon Gless – New York New York
- Tyne Daly – New York New York
- Susan Dey – Avvocati a Los Angeles
- Jill Eikenberry – Avvocati a Los Angeles
- Angela Lansbury – La signora in giallo

### Migliore attrice in una serie comica o commedia
- Rue McClanahan – Cuori senza età
- Beatrice Arthur – Cuori senza età
- Blair Brown – The Days and Nights of Molly Dodd
- Jane Curtin – Kate & Allie
- Betty White – Cuori senza età

### Migliore attrice in una miniserie o film per la televisione
- Gena Rowlands – All'ombra della Casa Bianca (The Betty Ford Story )
- Ann-Margret – Le due signore Grenville
- Ellen Burstyn – Tessuto di menzogne
- Lee Remick – Quarto comandamento
- Alfre Woodard – Cause innaturali[2]

### Migliore attore non protagonista in una serie drammatica
- John Hillerman – Magnum, P.I.
- Ed Begley Jr. – A cuore aperto
- John Karlen – New York New York
- Jimmy Smits – Avvocati a Los Angeles
- Michael Tucker – Avvocati a Los Angeles

### Migliore attore non protagonista in una serie comica o commedia
- John Larroquette – Giudice di notte
- Woody Harrelson – Cin-cin
- Tom Poston – Bravo Dick
- Peter Scolari – Bravo Dick
- George Wendt – Cin-cin

### Migliore attore non protagonista in una miniserie o film per la televisione
- Dabney Coleman – Costretto al silenzio (Sworn to Silence)
- Stephen Collins – Le due signore Grenville
- John Glover – Quarto comandamento
- Laurence Olivier – Lost Empires
- Eli Wallach – Something in Common

### Migliore attrice non protagonista in una serie drammatica
- Bonnie Bartlett – A cuore aperto
- Allyce Beasley – Moonlighting
- Christina Pickles – A cuore aperto
- Susan Ruttan – Avvocati a Los Angeles
- Betty Thomas – Hill Street giorno e notte

### Migliore attrice non protagonista in una serie comica o commedia
- Jackée Harry – 227
- Rhea Perlman – Cin-cin
- Justine Bateman – Casa Keaton
- Julia Duffy – Bravo Dick
- Estelle Getty – Cuori senza età

### Migliore attrice non protagonista in una miniserie o film per la televisione
- Piper Laurie – La promessa
- Claudette Colbert – Le due signore Grenville
- Olivia de Havilland – Anastasia - L'ultima dei Romanov
- Christine Lahti – Amerika
- Elizabeth Wilson – Quarto comandamento

### Migliore attore o attrice ospite in una serie drammatica(Creative Arts Emmy Awards)
- Alfre Woodard – Avvocati a Los Angeles | Episodio pilota
- Steve Allen – A cuore aperto | Episodio: Visiting Daze
- Jeanne Cooper – Avvocati a Los Angeles | Episodio: Fly Me to the Moon
- Edward Herrmann – A cuore aperto | Episodio: Where There's Hope, There's Crosby
- Jayne Meadows – A cuore aperto | Episodio: Visiting Daze

### Migliore attore o attrice ospite in una serie comica o commedia(Creative Arts Emmy Awards)
- John Cleese – Cin-cin | Episodio: Simon Says
- Art Carney – The Cavanaughs | Episodio: He Ain't Heavy
- Herb Edelman – Cuori senza età | Episodio: The Stan Who Came To Diner
- Lois Nettleton – Cuori senza età | Episodio: Isn't It Romantic
- Nancy Walker – Cuori senza età | Episodio: Long Day's Journey Into Marinara

### Migliore regia per una serie drammatica
- Avvocati a Los Angeles – Gregory Hoblit per l'episodio pilota
- Avvocati a Los Angeles – Donald Petrie per l'episodio The Venus Butterlfy
- Moonlighting – Allan Arkush per l'episodio Non sposarti, Maddie!
- Moonlighting – Will Mackenzie per l'episodio La bisbetica quasi domata
- New York New York – Sharron Miller per l'episodio Turn, Turn, Turn (part II)

### Migliore regia per una serie comica o commedia
- Cuori senza età – Terry Hughes per l'episodio Isn't it romantic?
- Casa Keaton – Will Mackenzie per l'episodio Mi chiamo Alex
- Cin-cin – James Burrows per l'episodio Chambers vs. Malone
- Designing Women – Jack Shea per l'episodio The Beauty Contest
- I Robinson – Jay Sandrich per l'episodio Frizzi e lazzi

### Migliore sceneggiatura per una serie drammatica
- Avvocati a Los Angeles –  Steven Bochco, Terry Louise Fisher per l'episodio The Venus Butterfly
- A cuore aperto –  John Tinker, John Masius, Tom Fontana per l'episodio Afterlife
- Avvocati a Los Angeles –  William M. Finkelstein per l'episodio Sidney, the Dead-Nosed Reindeer
- Hill Street giorno e notte – Jeff Lewis, David Milch, John Romano per l'episodio It Ain't Over Till It's Over
- Moonlighting – Glenn Gordon Caron, Jeff Reno, Ron Osborn, Karen Hall, Roger Director, Charles H. Eglee per l'episodio Non sposarti, Maddie!
- Moonlighting – Ron Osborn, Jeff Reno per l'episodio La bisbetica quasi domata
- New York New York – Georgia Jeffries per l'episodio Turn, Turn, Turn (part 1)

### Migliore sceneggiatura per una serie comica o commedia
- Casa Keaton –  Gary David Goldberg, Alan Uger per l'episodio Mi chiamo Alex
- Bravo Dick – David Mirkin per l'episodio Co-Hostess Twinkie
- Cin-cin – Janet Leahy per l'episodio Abnormal Psychology
- Cuori senza età – Jeffrey Duteil per l'episodio Isn't it Romantic
- The Days and Nights of Molly Dodd – Jay Tarses per l'episodio Here's Why Cosmetics Should Come in Unbreakable Bottles

### Migliore sceneggiatura per una miniserie o film per la televisione
- La promessa – Richard Friedenberg, Ken Blackwell, Tennyson Flowers
- Un anno nella vita – Joshua Brand, John Falsey per la puntata The First Christmas
- Fuga da Sobibor – Reginald Rose
- Quarto comandamento – William Hanley per la parte II
- Tessuto di menzogne – Hugh Whitemore